# دانیال عبادی
دانیال عبادی (زاده ۵ شهریور ۱۳۶۱ در تهران) بازیگر سینمای ایرانی است. او دانشجوی رشته مدیریت اجرایی (MBA) در مقطع کارشناسی ارشد بود. وی اکنون دانشجوی دکترای مدیریت بازرگانی است.
دانیال عبادی با بازی در فیلم غیرمنتظره به شهرت رسید. وی در مصاحبه ای شهاب حسینی را عامل معرفی‌اش به عرصه هنر هفتم و بازی در این فیلم اعلام کرده‌است. عمده شهرت وی در تلویزیون، به دنبال بازی در سریال «راستش را بگو» در نقش علی مولا یا همان علیرضا مولایی بود، جوانی که به دنبال آیین فتوت و جوانمردی، با چندتن از دوستانش هم قسم شدند و خانه همدلان را راه اندازی کردند . پدرش مشهدی و مادرش اهل تهران است. مادر و خواهرش از بنیان گذاران تکنواندو بودند. از کودکی ژیمناستیک و شنا را به طور حرفه ای دنبال میکرد همچنین اتومبیلرانی ، موتورسواری و سوارکاری را به علت علاقه که دارد دنبال میکند.

## نگارخانه

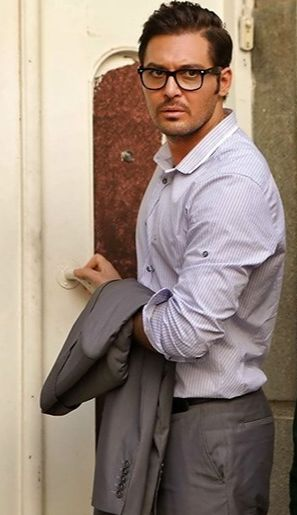
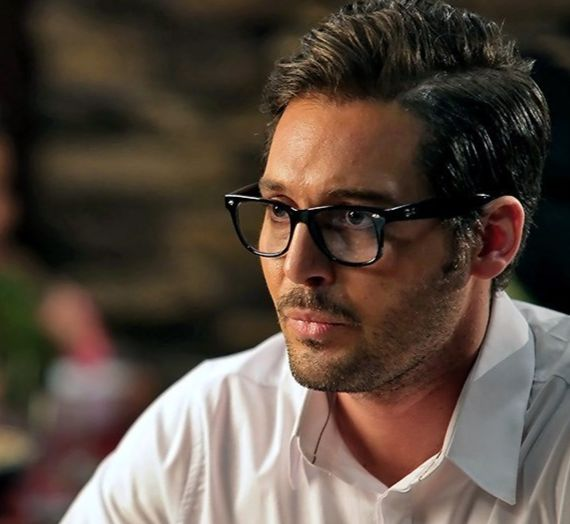

## فیلم‌شناسی
| فیلم‌شناسی دانیال عبادی | فیلم‌شناسی دانیال عبادی | فیلم‌شناسی دانیال عبادی | فیلم‌شناسی دانیال عبادی      | فیلم‌شناسی دانیال عبادی | فیلم‌شناسی دانیال عبادی | فیلم‌شناسی دانیال عبادی | فیلم‌شناسی دانیال عبادی |
| سال                    | عنوان                  | کارگردان               | نقش                         |                        |                        |                        |                        |
| ۱۳۸۵                   | غیرمنتظره              | محمدهادی کریمی         | محمود بیژن                  |                        |                        |                        |                        |
| ۱۳۸۷                   | کریستال                | محسن محسنی‌نسب          | داریوش                      |                        |                        |                        |                        |
| ۱۳۸۷                   | امشب شب مهتابه         | محمدهادی کریمی         | یحیی پیام                   |                        |                        |                        |                        |
| ۱۳۸۹                   | یکی از ما دو نفر       | تهمینه میلانی          | مهرداد صنعتی                |                        |                        |                        |                        |
| ۱۳۸۹                   | قبرستان غیرانتفاعی     | محسن دامادی            | فرخ                         |                        |                        |                        |                        |
| ۱۳۸۹                   | پایان دوم              | یعقوب غفاری            | -آرمان معشوقی در دنیا موازی |                        |                        |                        |                        |
| ۱۳۹۰                   | کاغذ خروس نشان         | مریم میلانی            | -                           |                        |                        |                        |                        |
| ۱۳۹۱                   | متل قو                 | مسعود نوابی            | امید مشتاق                  |                        |                        |                        |                        |
| ۱۳۹۱                   | خانه‌ای کنار دریا       | مسعود نوابی            | -                           |                        |                        |                        |                        |
| ۱۳۹۲                   | کالسکه                 | آرش معیریان            | بهزاد                       |                        |                        |                        |                        |
| ۱۳۹۲                   | معراجی‌ها               | مسعود ده‌نمکی           | خسرو                        |                        |                        |                        |                        |
| ۱۳۹۲                   | فرمول ۱۳               | ناصر رفایی             | -                           |                        |                        |                        |                        |
| ۱۳۹۳                   | مجرد ۴۰ ساله           | شاهین باباپور          | دکتر سامان شریفی            |                        |                        |                        |                        |
| ۱۳۹۳                   | آتش‌بس ۲                | تهمینه میلانی          | همکار ترانه                 |                        |                        |                        |                        |
| ۱۳۹۳                   | دریاکنار               | آرش معیریان            | -                           |                        |                        |                        |                        |
| ۱۳۹۳                   | دویدن با شب            | محسن ربیعی             | -                           |                        |                        |                        |                        |
| ۱۳۹۴                   | عطر شیرین عطر تلخ      | ناصر محمدی             | -                           |                        |                        |                        |                        |
| ۱۳۹۶                   | دو عروس                | داوود موثقی            | اردلان                      |                        |                        |                        |                        |
| ۱۳۹۶                   | شب پدر                 | هادی شادمانی           | -                           |                        |                        |                        |                        |
| ---------------------- | ---------------------- | ---------------------- | --------------------------- | ---------------------- | ---------------------- | ---------------------- | ---------------------- |

## سریال‌شناسی
| ۱۴۰۱ | داستان یک شهر ۳ | محمدرضا آهنج | ۲۶ قسمت | خبرنگار       |
| ۱۳۹۹ | خانه امن        | احمد معظمی   | ۵۰ قسمت | جاسوس         |
| ۱۳۹۷ | هفت در سه       | غلامحسین بای | ۲۶ قسمت | مجری          |
| ۱۳۹۲ | معراجی‌ها        | مسعود ده‌نمکی | ۳۰ قسمت | خسرو دلداری   |
| ۱۳۹۱ | راستش را بگو    | محمدرضا آهنج | ۳۰ قسمت | علیرضا مولایی |